# Niphobolus percussus
Niphobolus percussus là một loài dương xỉ trong họ Polypodiaceae. Loài này được Keys. mô tả khoa học đầu tiên năm 1873.
Danh pháp khoa học của loài này chưa được làm sáng tỏ. 